# نبيذي الثمر
نبيذي الثمر أو ثمرة النبيذ (الاسم العلمي: Oenocarpus)، جنس من أشجار النخيل ذات أوراق ريشية موطنها ترينيداد وجنوب أمريكا الوسطى وأمريكا الجنوبية الاستوائية. مع تسعة أنواع وهجين طبيعي واحد، ينتشر الجنس من كوستاريكا وترينيداد في الشمال إلى البرازيل وبوليفيا في الجنوب.
الأسماء الشائعة في موطنها الأصلي هي باكابا في البرازيل، وبالما ميلبيسو (أو ميلبيسو فقط) في البلدان الناطقة بالإسبانية. قد تشير هذه المصطلحات أيضًا إلى أشهر عضو في هذا الجنس، وهو O. bacaba، ولكن توجد أسماء شائعة أكثر دقة لهذا النوع.
تُعدّ ثمار نخيل نبيذي الثمر غذاءً للعديد من الحيوانات، مثل الأركاري الأخضر (Pteroglossus viridis) الذي تُعدّ ثمار نخيل نبيذي الثمر غذاءً أساسياً له. كما يُؤكل محلياً من قبل السكان، ويُستخدم في الطب الشعبي. يُستخدم خشبهُ في الصناعات اليدوية، كما يُمكن استخدام ثماره لإنتاج زيت عالي الجودة، والذي استُخدم بديلاً لزيت الزيتون خلال الحرب العالمية الثانية.
يشير الاسم العلمي الاستخدام التقليدي لثمار النخيل في هذا الجنس، وخاصةً ثمار نبيذي الثمر باتاوا (المعروف باسم باتاوا أو أونغوراهوي)، لصنع مشروب شعبي يشبه النبيذ أو مشروب الحليبي. تُنقع الثمار ثم تُعصر لاستخلاص سائل يُستهلك مباشرةً أو يُستخدم في تحضيرات مختلفة.

## الأنواع
الأنواع المقبولة حاليًا من نبيذي الثمر هي:
- Oenocarpus × andersonii Balick - شمال غرب البرازيل (O. bacaba × O. minor)
- Oenocarpus bacaba Mart. - البرازيل، فنزويلا، كولومبيا، غويانا - باكابا أسو، باكابا دي ليكه، باكابا فيرداديرا (البرازيل)، مانوكو، بوناما (كولومبيا)، كامون (غيانا الفرنسية)، أونغوراووي (بيرو)، كويمبو (سورينام)
- Oenocarpus balickii F.Kahn - شمال غرب البرازيل، فنزويلا، كولومبيا، الإكوادور - سيناميلو
- Oenocarpus bataua Mart. - بنما، ترينيداد، البرازيل، فنزويلا، كولومبيا، الإكوادور، بيرو، بوليفيا، غويانا - مينغوتشا، أونغوراهوي
- Oenocarpus circumtextus Mart. - كولومبيا، ولاية أمازوناس البرازيلية
- Oenocarpus distichus Mart. - بوليفيا، بيرو، البرازيل
- Oenocarpus makeru R.Bernal, Galeano & A.J.Hend. - كولومبيا
- Oenocarpus mapora H.Karst. - البرازيل، فنزويلا، كولومبيا، الإكوادور، بيرو، بوليفيا، بنما، كوستاريكا - (= O. multicaulis, O. panamanus)
- Oenocarpus minor Mart. - كولومبيا، ولاية أمازوناس البرازيلية
- Oenocarpus simplex R.Bernal, Galeano & A.J.Hend. - كولومبيا، ولاية أمازوناس البرازيلية